# Fanny Crosby

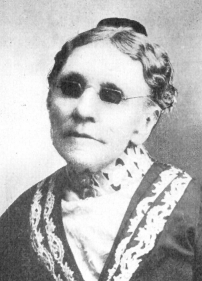
Fanny Crosby

Frances Jane Crosby (Southeast, 24 maart 1820 - Bridgeport, 12 februari 1915), beter bekend als Fanny Crosby, was een Amerikaans dichteres en schrijfster van liedteksten, vooral bekend om haar protestants-christelijke gezangen. Ze was een van de productiefste gezangschrijvers in de geschiedenis: alhoewel ze kort na haar geboorte blind werd, schreef ze meer dan 8000 gezangen. Tijdens haar leven was Fanny Crosby een van de bekendste vrouwen in de Verenigde Staten.
Tot op de dag van vandaag bevat het merendeel van de Amerikaanse liedbundels haar werk. Enkele van haar bekendste liederen zijn:
- Blessed assurance, door Meier Salomon Bromet[1] vertaald als Volle verzeek'ring en in deze vertaling opgenomen als no. 197 in de Zangbundel van Johannes de Heer;
- Jesus is tenderly calling you home, door Johannes de Heer vertaald als Jezus roept zondaars;
- Praise Him, praise Him, door Leger des Heils vertaald als Kroont Hem, kroont Hem; en
- To God be the glory, door Johannes de Heer vertaald als Geprezen zij God op Zijn heilige troon.

Omdat sommige uitgevers moeite hadden met het in hun liedboeken plaatsen van zoveel gezangen door dezelfde persoon, gebruikte Crosby tijdens haar carrière meer dan 100 verschillende pseudoniemen.

## Jeugd en algemene carrière
Fanny Crosby werd geboren Southeast, New York bij arme ouders, John en Mercy Crosby. Toen ze zes weken oud was vatte ze kou en kreeg ze een oogontsteking. De huisarts was niet beschikbaar en zijn plaatsvervanger raadde warme kompressen aan als behandeling: hieraan hield ze haar blindheid over.
Haar vader stierf toen ze een jaar oud was, waarna ze werd opgevoed door haar moeder en grootmoeder. Zij onderlegden haar in de protestants-christelijke grondbeginselen en hielpen haar lange gedeelten uit de Bijbel te memoriseren. Crosby werd een actief lid van St. John's Methodist Episcopal Church in New York.
Op haar 15e ging Crosby naar de New York School for the Blind (nu het New York Institute for Special Education). Ze bleef daar zeven jaar, gedurende welke tijd ze piano en gitaar leerde spelen en leerde te zingen. In 1843 sloot ze zich aan bij een groep lobbyisten voor overheidssteun voor blindenonderwijs in Washington D.C.. Van 1847 tot 1858 onderwees ze op de school in New York als lerares Engels en geschiedenis. In 1858, trouwde ze met Alexander Van Alstyne, een blinde musicus een collega. Op zijn aandringen behield ze haar geboortenaam. Ze hadden samen één dochter, Frances, die als kind stierf. Alexander overleed op 19 juli 1902.

## Poëtische carrière
Vanaf haar achtste was Crosby bekend om haar gedichten. Haar eerste gepubliceerde werk was A Bling Girl and Other Poems in 1844, gevolgd door Monterey and Other Poems in 1853 en A Wreath of Columbia's Flowers in 1858.
Ze schreef ook enkele seculiere liederen waarvoor George F. Root de muziek schreef. Voorbeelden hiervan zijn Rosalie, the Prairie Flower, Hazel Dell en There's Music in the Air. Crosby had succes met haar seculiere liederen: ze verdiende bijna 3000 dollar aan royalty's van haar lied Rosalie, the Prairie Flower.
Crosby schreef haar eerste gezang in 1863 voor de componist William B. Bradbury, een gerespecteerd musicus en uitgever. Het lied heette There's a Cry from Macedonia. Door de jaren heen schreef ze voor Bradbury en andere componisten, waaronder Philip Phillips, Hubert P. Main, Robert Lowry, William H. Doane, Ira D. Sankey, Philip P. Bliss, William F. Sherwin en Phoebe P. Knapp. Voor haar dood had ze minstens 8000 gezangen geschreven.

## Blindheid
Crosby voelde zich nooit terneergeslagen over haar handicap. Toen ze negen jaar oud was, schreef ze deze verzen over haar conditie:
Oh what a happy soul I am,
Although I cannot see;
I am resolved that in this world
Contented I will be.
How many blessings I enjoy,
That other people don't;
To weep and sigh because I'm blind,
I cannot, and I won't.
Later zei ze: "Het schijnt voorbestemd te zijn door de gezegende voorzienigheid Gods, dat ik mijn hele leven blind zou zijn en ik dank Hem voor deze toebedeling. Als mij morgen perfect, aards zicht werd aangeboden zou ik het niet accepteren. Ik zou misschien geen gezangen tot lof Gods gezongen hebben, als ik afgeleid zou zijn geweest door de mooie en interessante dingen rondom mij."
Een andere keer zei ze: "Als ik in de hemel kom, zal het eerste gezicht dat mijn ogen zal verblijden dat van mijn Heiland zijn!"
Ze 'schreef' haar gedichten en gezangen geheel in haar hoofd, waarna ze ze aan iemand dicteerde. Er wordt gezegd, dat ze soms wel aan twaalf gezangen tegelijk werkte, voordat ze allemaal dicteerde.

## Bekendheid
Crosby was gedurende haar leven een beroemdheid en had vaak ontmoetingen presidenten, generaals en andere hoogwaardigheidsbekleders. Bij de begrafenis van President Grant in 1885 speelde ze het gezang Safe in the Arms of Jesus (Veilig in Jezus' armen). In later jaren werd ze ook een populair openbaar spreker.

## Overlijden
Fanny Crosby overleed op 12 februari 1915 in Bridgeport in de Amerikaanse staat Connecticut, waar ze ook begraven ligt. Op haar grafsteen staan de woorden "Aunt Fanny" (Tante Fanny) en "Blessed assurance, Jesus is mine. Oh, what a foretaste of glory divine."
Eliza E. Hewitt herdacht Crosby's heengaan in een gedicht:
Away to the country of sunshine and song,
Our songbird has taken her flight,
And she who has sung in the darkness so long
Now sings in the beautiful light.
Postuum werd Crosby in 1975 opgenomen in de Gospel Music Hall of Fame.